# Красный тонкий лори
Красный тонкий лори, цейлонский лори (лат. Loris tardigradus) — небольшой, ночной примат обитающий в тропических лесах Шри-Ланки.
Занесён в Красную книгу и находится под угрозой исчезновения.
Ближайший родственник — серый тонкий лори (лат. Loris lydekkerianus).

## Описание
Этот небольшой, тонкий примат отличается большими направленными вперед глазами, позволяющими ему распознавать мелкие объекты, длинными тонкими конечностями, хорошо развитым указательным пальцем, отсутствием хвоста, и большими оттопыренными ушами.
Шерсть мягкая, плотная, красновато-коричневого цвета на спине, нижняя часть беловато-серая. Его длина тела в среднем составляет 180—250 мм, а средняя масса 85—370 г. Этот представитель рода лориевых имеет четыре точки сцепления на каждой ноге.
Большой палец противопоставлен остальным четырем пальцам для более крепкой хватки на ветках. Морда темная с бледной полосой в центре, такая же, как и у медленного лори.

## Поведение
Красные тонкие лори обитают в низменных тропических лесах и в муссонных лесах юго-западной влажной зоны Шри-Ланки. Лесной заповедник Masmullah является одним из немногих оставшихся мест естественного обитания красного тонкого лори.
Наиболее распространённое растение в данном заповеднике — Humboldtia laurifolia. Данное дерево уязвимо для муравьёв, которые являются основной пищей данного примата.
Красные стройный лори отличается от своего близкого родственника серого стройного лори своим быстрым и частым передвижением по деревьям. Они образуют небольшие социальные группы, состоящие из взрослых особей обоих полов, а также молодняка.
Этот вид является одним из наиболее социальных среди ночных приматов. В дневное время суток животные спят группами, свернувшись калачиком на ветке с головой между ног.
Для социальной группы лори типичен взаимный уход, а также различные игры. Взрослые обычно охотятся отдельно в течение ночи.
Насекомоядные приматы, но также едят птичьи яйца, ягоды, листья, почки, а иногда и беспозвоночных, гекконов и ящериц.
Делают гнезда из листьев или селятся в дуплах деревьев.

## Размножение
Самки являются доминирующими в социальной иерархии лори. Самка достигает половой зрелости за 10 месяцев и спаривается с самцом два раза в год. Спаривание происходит вниз головой на ветвях, поэтому красный лори в неволе не будет размножаться, если нет подходящей ветви.
Период беременности составляет 166—169 дней, после чего самка рожает 1—2 детеныша, которых она кормит в течение 6—7 месяцев.
Продолжительность жизни этого вида в дикой природе, как полагают, около 15—18 лет.

## Угрозы
Красные тонкие лори являются вымирающим видом. Разрушение среды обитания представляет собой серьезную угрозу для их существования.